# Jean-Louis Fetjaine
Jean-Louis Fetjaine (* 1956) ist ein französischer Fantasy-Autor.
Fetjaine studierte Philosophie und mittelalterliche Geschichte. Er arbeitete als Journalist und seit 1985 als Verleger. Erste Erfolge waren humoristische Ratgeber, unter anderem Le Guide du jeune père (1988), Le Guide de survie à l’usage des parents (1991) und L’homme expliqué aux femmes (1995).
Seine Fantasy-Karriere begann er mit seiner Elfentrilogie, die an die Artus-Sage angelehnt ist. Der erste Band Le crépuscule des elfes erschien 1998 in Frankreich; die deutsche Übersetzung Vor der Elfendämmerung 2001. Es folgten 1999 La nuit des elfes (dt. „Die Nacht der Elfen“ 2002) und 2000 L’heure des elfes (dt. „Die Stunde der Elfen“ 2002). Darauf folgte der Merlin-Zyklus, bestehend aus den zwei Bänden Le pas de Merlin (2002) (dt. „Der Weg des Magiers“ 2004) und Brocéliande (2004) (dt. „Merlin im Elfenwald“ 2006). Mit Les voiles de Frédégonde begann Jean-Louis Fetjaine 2006 den Les reines pourpres-Zyklus.

## Bibliografie

### Elfen-Trilogie
- Vor der Elfendämmerung, 2001, ISBN 3423208422, La crépuscule des elfes, 1999
- Die Nacht der Elfen, 2002, ISBN 3423208236, La nuit des elfes, 2000
- Die Stunde der Elfen, 2002, ISBN 3423243341, L’heure des elfes, 2002

### Merlin
- Der Weg des Magiers, 2004, ISBN 3423244097, Le pas de Merlin, 2003
- Merlin im Elfenwald, 2005, ISBN 3423245034, Brocéliande, 2004

### Les reines pourpres
- Les voiles de Frédégonde, 2006